# Günter Kahle
Günter Kahle (* 11. Juli 1927 in Berlin; † 26. September 2003 in Köln) war ein deutscher Historiker. Kahle war einer der Begründer der Lateinamerikageschichte. Durch seine Lehrtätigkeit an der Universität zu Köln, seine Arbeiten und als langjähriger Herausgeber des Jahrbuchs für Geschichte Lateinamerikas hat er die deutsche und internationale Lateinamerikaforschung entscheidend mitgeprägt.

## Leben und Wirken
Günter Kahle wurde als jüngstes von drei Kindern geboren. Sein Vater war Staatsbeamter gewesen. Er besuchte von 1933 bis 1937 die Volksschule. Von 1937 bis 1944 besuchte er das Königstädtische Reform-Realgymnasium in Berlin. Im Juli 1944 erhielt er sein Reifezeugnis. Von 1944 bis Mai 1945 war er in der Deutschen Wehrmacht eingesetzt. Als Fähnrich wurde Kahle im Zweiten Weltkrieg schwer verwundet und verlor ein Auge. In der Nachkriegszeit lebte er in Berlin. Durch antisowjetische Verbindungen zu westlichen Geheimdiensten musste er sein Studium an der Hochschule für Politik unterbrechen. Kahle wurde zu einer langjährigen Haft in sowjetischen Lagern verurteilt. Das Leben im Gulag hat Kahle tief geprägt. Durch den Moskaubesuch von Konrad Adenauer 1956 konnte Kahle nach Deutschland heimkehren. Im Wintersemester 1956/57 begann Kahle das Studium der Mittleren und Neueren Geschichte, Völkerkunde und Amerikawissenschaft an der Universität zu Köln. Dort wurde er erster Student und Mitarbeiter des neu berufenen Richard Konetzke. Für seine Dissertation forschte Kahle von Oktober 1959 bis November 1960 in Archiven in Buenos Aires (Archivo General de la Nación) und Asunción (Archivo Nacional). Im Jahr 1962 wurde er mit der Arbeit Die Grundlagen und Anfänge des paraguayischen Nationalbewußtseins promoviert. Er wurde daraufhin im September 1962 zum korrespondierenden Mitglied des Instituto Paraguayo de Investigaciones Históricas gewählt. Für diese Arbeit wurde ihm im Oktober 1964 der Erich-Lübbert-Preis der Ranke-Gesellschaft verliehen. Ab Juni 1963 war er wissenschaftlicher Assistent von Konetzke. Die Habilitation erfolgte im Juli 1966 mit der Arbeit Militär und Staatsbildung in den Anfängen der Unabhängigkeit Mexikos. Im Jahr 1967 übernahm er als Nachfolger Konetzkes den Lehrstuhl für Iberische und Lateinamerikanische Geschichte und die Leitung der Iberischen und Lateinamerikanischen Abteilung des Historischen Seminars der Universität zu Köln. Im Jahr 1973 lehnte er einen Ruf auf den Lehrstuhl für Neuere Geschichte mit besonderer Berücksichtigung der Geschichte Lateinamerikas im 19. und 20. Jahrhundert an der Freien Universität Berlin ab. Im Wintersemester 1980/81 war er Gastprofessor an der Universität Wien. Im Jahr 1992 wurde er emeritiert.
Kahle gilt als einer der Gründerväter der Lateinamerikageschichte. In Dissertation und Habilitation untersuchte er die Staats- und Nationsbildung in Lateinamerika sowie die mexikanische Armee in der Unabhängigkeitsepoche. Seine Arbeiten passten nicht zu den aktuellen Forschungstrends und wurden von der Forschung zur lateinamerikanischen Geschichte erste viele Jahre später aufgegriffen. Besonders zu Paraguay forschte Kahle mehrfach. Seine wirtschafts- und sozialgeschichtlich ausgelegte Darstellung über Lateinamerika in der internationalen Politik der Kolonialzeit wurde zum Standardwerk. Kahle war Mitherausgeber des 1964 begründeten Jahrbuch für Geschichte von Staat, Wirtschaft und Gesellschaft Lateinamerikas (heute Jahrbuch für Geschichte Lateinamerikas).
Für seine Forschungen wurden ihm zahlreiche Ehrungen und Mitgliedschaften zugesprochen. Er war korrespondierendes Mitglied der Österreichischen Akademie der Wissenschaften (1985), korrespondierendes Mitglied der nationalen Geschichtsakademien Argentiniens und Paraguays. Ihm wurde der Verdienstorden von der Republik Venezuela verliehen. Auch in Mexiko, Paraguay und Argentinien wurden ihm hohe Ehren zuteil. Im Dezember 1968 wurde ihm der Orden de Mayo al Mérito im Rang eines Großoffiziers durch den Staatspräsidenten der Republik Argentinien verliehen. In Mexiko wurde er 1986 mit dem mexikanischen Orden des „Aguila Azteca“ in der Stufe des Offizierskreuzes ausgezeichnet.

## Schriften
Ein Schriftenverzeichnis erschien in Günter Kahle: Iberoamerika. Ausgewählte Aufsätze (= Lateinamerikanische Forschungen. Bd. 15). Böhlau, Köln 1987, S. 379–386.
- Lateinamerika in der Politik der europäischen Mächte: 1492–1810. Böhlau, Köln u. a. 1993, ISBN 3-412-04093-2.
- Simón Bolívar und die Deutschen. Reimer, Bonn 1980, ISBN 3-496-00130-5.
- Militär und Staatsbildung in den Anfängen der Unabhängigkeit Mexikos (= Lateinamerikanische Forschungen. Bd. 1). Böhlau, Köln 1969 (Zugleich: Köln, Universität, Habilitations-Schrift, 1966).
- Grundlagen und Anfänge des paraguayischen Nationalbewußtseins. 1962 (Köln, Universität, Dissertation, 1962).